# جيانيس سكوبيليتيس
جيانيس سكوبيليتيس (باليونانية: Γιάννης Σκοπελίτης)‏ (2 مايو 1978 بأثينا في اليونان - ) هو لاعب كرة قدم يوناني في مركز الوسط. لعب مع أنورثوسيس فاماغوستا وفيسوا كراكوف ونادي أتروميتوس ونادي أيك لارنكا ونادي بورتسموث ونيا سلاميس فاماغوستا ونادي إيغاليو لكرة القدم وApollon Kalamarias ‏.